# Andrew Hodges
Andrew Hodges (/ˈhɒdʒɪz/; Londres, 1949) é um escritor e matemático britânico. Sua obra mais conhecida, Alan Turing: The Enigma, foi adaptada para o cinema no filme The Imitation Game e conta a história de Alan Turing, pioneiro da ciência da computação.